# Halecium dufresnae
Halecium dufresnae är en nässeldjursart som beskrevs av Wilfrid Arthur Millard 1977. Halecium dufresnae ingår i släktet Halecium och familjen Haleciidae.
Artens utbredningsområde är Södra Ishavet. Inga underarter finns listade i Catalogue of Life.